# سمكة أورندا

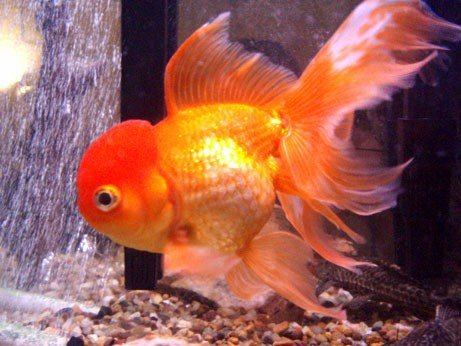
سمكة اورندا

سمكة أورندا (بالإنجليزية: Oranda)‏ وهي سمكة تتدرج بالألوان من الأصفر إلى الأحمر. و
الاستثناء الوحيد هو سمكة Redcap Oranda التي تملك جسمًا أبيض اللون ما عدا قمة الرأس الحمراء.
سمك الأورندا يشبه تمامًا سمك الفيلتيل Veiltail ما عدا الذيل الذي هو ليس بطويل ومتهدل، وقمة الرأس مشابه لسمك الليونهيد Lionhead.
الزوائد التي على قمة رأس هذه السمكة تجعله عرضة للإصابة بالعدوى البكتيرية والفطريات الذي يستقر بين الثنايا الصغيرة جدًا لهذه الزوائد. سمك الأورندا ذات الرأس الأحمر Redcap Oranda تعتبر سمكة حساسة ولا يوصى بها للمبتدئين.